# Quirat (unitat de puresa)

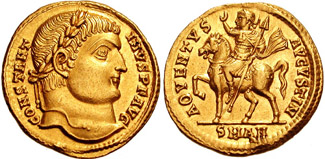
"Solidus" de Constantí I el Gran.

El quirat (símbol ct) és una mesura de la puresa dels metalls preciosos, com l'or. Dins d'aquest context, un quirat representa 1/24a part de metall preciós de la massa total de l'aliatge.
Per exemple, si un aliatge d'or és de 15 quirats significa que cada 24 parts de l'aliatge, n'hi ha 15 d'or (sempre parlant en termes de massa). Així mateix, l'or de 24 quirats, és or pur.
En el cas de l'or, és important tenir en compte que té una massa molar superior a la que presenten els metalls amb els quals generalment es troba aliat. Així, el percentatge atòmic (o sigui el nombre d'àtoms d'or en cent àtoms d'aliatge) és inferior al percentatge màssic. Una peça d'or aliada amb argent de 10 grams i 18 quirats, tindria 7,5 g d'or pur però una mica menys del 75% dels seus àtoms. A més, segons la naturalesa i la proporció relativa dels elements secundaris, diferents aliatges d'or dels mateixos quirats poden presentar percentatges atòmics diferents.

## Possible origen
L'any 309, l'emperador Constantí I el Gran va introduïr una moneda d'or de gran puresa, el "solidus", que pesava 24 "siliquae" (24 garrofins, 24 quirats).
Una "siliqua" era una unitat de pes romana.

## Documents
- 1437.

| «                                                | ... que fos fet florí de taylla y de senyal y cas de pes de Florença , pero no pas de lley , ans fos solament de 18 quirats é los restants 6 quirats 66 parts qui restan fins á 24 quirats que fos lliga, çó es mitg argent é mitg coure é axi fou otorgát é concordát vanament é enganyosament... | » |
| — Arnau de Capdevila. Tractat de monedes (1437). | |   |